# Diachrysia zosimi
Diachrysia zosimi là một loài bướm đêm trong họ Noctuidae.